# Homrogd
Homrogd ist eine ungarische Gemeinde im Kreis Szikszó im Komitat Borsod-Abaúj-Zemplén.

## Geografische Lage
Homrogd liegt im Norden Ungarns, 35 Kilometer nordöstlich vom Komitatssitz Miskolc entfernt.
Nachbargemeinden sind Alsóvadász 6 km, Kupa 6 km, Monaj 4 km und Tomor 9 km.
Die nächste Stadt Szikszó ist etwa 11 km von Homrogd entfernt.